# Tetrapterys heterophylla
Tetrapterys heterophylla är en tvåhjärtbladig växtart som först beskrevs av August Heinrich Rudolf Grisebach, och fick sitt nu gällande namn av W.R. Anderson. Tetrapterys heterophylla ingår i släktet Tetrapterys och familjen Malpighiaceae. Inga underarter finns listade i Catalogue of Life.